# Береговое (Донецкая область)
Береговое (укр. Берегове) — село на Украине, находится в Старобешевском районе Донецкой области. Под контролем самопровозглашённой Донецкой Народной Республики.

## География
Село расположено на левом берегу реки под названием Кальмиус, ниже по течению от места впадения её левого притока, реки под названием Осиновая.

#### Соседние населённые пункты по странам света
СЗ: Старобешево, Вознесенка (выше по течению Кальмиуса)
З: —
ЮЗ: Подгорное (ниже по течению Кальмиуса)
Ю: Ребриково, Петровское, город Комсомольское, Весёлое (ниже по течению Кальмиуса), Андреевка
С: Горбатенко
СВ: Осыково
В: Новокатериновка, Прохоровское, Шмидта
ЮВ: Ленинское, Войково

## Население
Население по переписи 2001 года составляло 117 человек.

## Общие сведения
Код КОАТУУ — 1424584602. Почтовый индекс — 87200. Телефонный код — 6253.

## Адрес местного совета
87240, Донецкая область, Старобешевский р-н, с. Новокатериновка, ул. Ленина